# ゾイドジェネレイションズ -ZOIDS GENERATIONS-
『ゾイドジェネレイションズ -ZOIDS GENERATIONS-』は、2005年4月から2006年9月まで電撃ホビーマガジン誌上で連載されたライトノベル作品である。
大まかな世界観は同時期に放送されていたアニメ『ゾイドジェネシス』と共通するが、設定は大きく異なり、直接的な繋がりはない。主人公ミドリと主役機ライガーブルー・ソウガはいくつかのゲームなどで客演を果たしており、『ゾイドインフィニティEX NEO』ではボイス付きで登場している。

## あらすじ
遠い未来か、遥かな過去か――
ゾイドによる長き戦乱が続いていた惑星Ziは、互いが互いと戦うことができぬほどに文明が疲弊、滅びて行ったが、人の営みは留まらず、長い時を経て小さな共同体を作りたくましく生きる術を見つけるまでに回復していた。
ナカト国の片隅に位置するカゲリの村に住む少女・ミドリは、青いライガーゼロ、ライガーブルー・ソウガと共に野山を駆ける日々を過ごしていた。村を訪れたジン遊撃隊とひょんなことから知り合った彼女は、旅に憧れて半ば強引に彼らと同行する。しかし遊撃隊の使命は各地を脅かす謎のゾイド・バイオゾイドの探索と封印。旅の中でミドリはソウガと共にさまざまな戦いを乗り越え、成長していく。

## 登場人物

### ジン遊撃隊
ミドリ（声優：原田ひとみ）
本作の主人公で、カゲリの村に住む少女。村長であるハククウのもとで、素直さと明朗快活さを絵に描いたようにまっすぐ育ったが、村には同世代の子供がいなかったこともあり、世間知らずからくる頑固さを持ち合わせている。勝気な一面もあり、初対面のジンに女だからという理由で戦いを拒まれた際は「女性差別」「セクハラ」と非難した。旅立った当初は独断専行が多かったが、旅を通じて次第に成長していく。後にセキの妹であり、バイオゾイド封印の使命を持つ勇者の末裔であることが明かされる。
愛機はライガーブルー・ソウガ。幼い頃から共に生活を送っており、家族のような関係でもある。そのため、バイオゾイド・死神の毒で深手を負わされた際は深く落ち込み、涙した。最終決戦ではジンの援護を受けつつバイオゾイド・死神を打ち破って雪辱を果たし、当代の「輝く獣」として覚醒、マザーバイオ封印を成し遂げた。なお、前述した理由でソウガを動かせない時はブリッツソーダを操縦していた。
ジン
遊撃隊の隊長を務める青年剣士。一撃必殺の剣を身上とする「カヅチノサエヅリ」を修めている実力者。セキによると、少なくとも2年前から遊撃隊を率いている。君主の密命を帯び、市井を騒がせているバイオゾイドを封印すべく、伝説に語り継がれている「封印の剣」探索の旅を続けている。着実に任務をこなす実直さを持つが、実生活では細かいことに気が回らないことも多く、抜けたところのある青年。また「女とは戦わない」という主義を持つが、ミドリとの初対面時は聞いてもらえずやむなく峰打ちでソウガの戦闘能力を奪った。
愛機はレッズウルフ。
ケン　
遊撃隊の一員である少年剣士。剣術、ゾイドの操縦において天才的なセンスを持つものの、素直でまっすぐな性格からくる杓子定規な行動と経験不足から、実戦における柔軟な対応に欠けることも多い。良くも悪くも純粋無垢な少年で、今回の探索の旅における経験から多くのことを学び取り、現在まさに成長中。エンヤの街でシオンに求婚された際は、動揺のあまり逃げ出してしまうという一面を見せた。
愛機は電子戦機能を強化したハウンドソルジャー。
レーテ
諸国遍歴中の謎の美女で、本名はレーテルメ＝フェアロネス（自己申告）。普段はハイレグレオタード調のコスチュームに身を包んでいる。
詳しい経緯は不明だが、どこからともなく現れナカト国に仕官、幅広いゾイドの知識と才能を見込まれて遊撃隊への参加要請を受ける。他人を茶化すのが好きなお調子者で、遊撃隊のムードメーカーでもある。ゾイド乗りとしての腕前は確かだが、奇妙なこだわりが珠にきず。番外編では主人公を務め、遊撃隊に入る前の姿が描かれている。
愛機は様々なオプションを装備したヘビーライモス。
セキ
遊撃隊の女性オペレーター。学生時代に培った知識と経験を活かして、ゾイドのメンテナンスも担当している。落ち着きのある真面目な常識人で、ともするとまとまりのない遊撃隊を、その知識と冷静な判断力、大人の気配りと必要に応じた厳しさをもって陰から支えている。穏やかな見た目と柔らかい物腰に反して、怒ると非常に怖いらしい。後に自らミドリの姉であること、そしてバイオゾイド封印の使命を持つ勇者の末裔であり、使命を果たすべき時に備えて育てられていたことを明かした。
愛機はライガーレッド・ヒオウだが、事情によりストーリー開始時ではナカトの中央広場に置いてきている。戦闘に出る際はレーテのヘビーライモスの後席に搭乗することが多い。最終決戦では当代の「煌く獣」ブライトホークに搭乗し、ミドリと共にマザーバイオ封印を成し遂げる。

### カゲリの村
戦いの中に暮らすことに飽いた隠者たちが作った隠れ里。その存在はほとんど知られていないが、移り住んだ者たちの中には高名な武芸者や王の側近もいたため、時折、都からの使いが訪れることもある。また村へ至る道は、カゲリの谷からのみ通じており、行き先を知る者でなければ通れないほどの細い道が通っている。
ハククウ
カゲリの村の長老。ゾイド乗りの中のゾイド乗りと呼ばれる。ミドリからは「じっちゃん」と呼ばれている。

### 鍛冶師の村
伝説の鍛冶師「マサクニ」の名を受け継ぐ者を中心として構成された村。ナカトの都で行われる神事において、神に捧げる武具の鍛錬を任されている。
マサクニ
伝説の鍛冶師の名を受け継ぐ当代の「マサクニ」。代々受け継がれたメタルZiの武器を鍛える技を持ち、ライガーブルーの大刀「ソウガ」と、ハウンドソルジャーの槍「ムラクモ」を制作した。見た目通りの豪快な性格で、悪ふざけが過ぎることも。ミドリの育ての親であるハククウとは昔馴染みで、ジンの父親ギシンとは轡を並べて戦ったこともある。
愛機は特別仕様のアイアンコング。

### センカの庵
ソトヤトタケの山頂付近にある研究所。ブロックスコアの研究を行っているセンカ医師が住んでいる。研究中のゾイド暴走による被害を防ぐため、村から離れた山頂付近に庵が編まれたらしい。
センカ
研究一筋なゾイド医師。バイオゾイド・死神の毒に犯されたソウガの治療を行った。本人に自覚はないが、その香り立つ色気で村人たちからの人気は高い。ブロックスコアをゾイドコアと同調させることで、本来ゾイドが持っている野性を目覚めさせる研究をしており、ソトヤトタケ山頂付近の庵で暮らしている。
愛機はブラストルタイガーだが、実験によりしばしば暴走させられており、ミドリとユウの活躍でおとなしくさせられた。
ユウ
ソトヤトタケの山村に住むゾイド乗りの少年。物静かで少し斜に構えたところがあるが、無益な争いは好まないタイプ。センカの助手もしており、ブリッツペプシスを操ってその業務を助けている。

### ヤ・ハン国
ナカトの隣国。各国がバラッツ以上のブロックスゾイドを扱う技術を持たない中、唯一複数のブロックスゾイドを保有している国。第一王女・ソナの乗機であるセイントゲイルが国の象徴的な機体でもある。
ソナ
ヤ・ハン国第一王女。フルネームはソナ・マルガリータ・リヒトヒューヒェンシュタイン。自ら騎士団を率いて最前線に立つ行動派である。プライドが高く「姫君」と呼ばないとおムカつきになられるので注意。国王ヨハネス・リヒートヒューヒェンシュタイン4世の命を受け、アムと共に特別派遣チームを率いてバイオゾイドの調査を行っていたが、チームのほとんどは非戦闘要員であり、その輸送部隊がバイオゾイドの襲撃を受けていた所をジン遊撃隊に助太刀され、その後互いの情報を交換し合った。
愛機はセントゲイル・エンプレッサ。
アム
ソナの付き人。どんな状況でものんびりした口調を崩さないマイペース振りだが、ソナをそつなくサポートする優秀さも併せ持つ。ゾイド乗りとしての腕も優れており、乗機のレッドホーン・ボーンを自在に操る。

### エンヤの街
各種の商材が集まるナカト有数の商業都市。三日三晩通して開催される陽明際という催しが有名で、開催時期は国中からの観光客で賑わいを見せる。
市長
エンヤの街の市長。遊撃隊の一同に条件付きでシオンとのチャーハン作り対決を提案するが、どちらが勝ってもシオンをケンと結婚させるつもりでいた。
シオン
エンヤ市長の娘。過保護に育てられたせいか、すこし強引でわがままな性格。世間知らずなところがあり、ケンに一目惚れし求婚する。彼からは断られているが、諦めていない様子。花嫁修業には余念がないようで、料理の腕は確か。ゾイドでチャーハンを作るという器用な技を持つ。
愛機はレッサーバンブリアン・フウガ。
ハル
エンヤ市長の令息にして街のチャンピオン。ビームホーンを延長したカクシャクと呼ばれるカノンフォートに搭乗する。ケンのハウンドソルジャーと槍試合を行うが、敗れる。

### ゾイド牧場
ヴォレガードが年老いたゾイド達を集め、新しい命を生み出すことを生業としている牧場。ナカトでは例を見ない施設である。
ヴォレガード
ゾイド牧場を営む元保安官。どこからかナカトに流れ着き、土地を開いて定住した。いつも苦虫を噛み潰したような表情をしており、ほとんど笑みを見せないが、ゾイドへの愛情は人一倍。ゾイド牧場に迫るバイオゾイドを撃退するべく、ジンからの手紙を届けに来たミドリと共闘する。
愛機はガンズレイザー。

### ナカト国
この物語の中心となる国。首都はナカト。
ツカモト
ナカト国のシノビ。無口で無愛想な性格だが、気に入った相手には気のいい面を見せる。ジンと同様、君主の密命を帯び、バイオゾイド封印のために探索を続けている。その性格とシノビとしての能力から単独行動をとることが多く、本国との連絡役として遊撃隊をサポートする。クノイチのアヤメを部下に持つ。ジンとは都で毎年開かれる武術大会のゾイド剣術の部で3年続けて決勝で戦っており、ジンは「宿敵」と呼び顔を合わせる度に手合せをしているが、互いに酒を飲み合う仲でもある。なお、生身での剣術はからっきし。
愛機は飛猿。
アヤメ
偵察・諜報任務を主とするナカト情報部の飛行ゾイド乗り。ツカモトの教え子で、セキの学友でもある。
愛機は鋭華。
ギシン
ナカト国の親衛隊でジンの父親。ナカト随一の剣の使い手であり、セキの守役であった。セキからは先生と呼ばれていた。ストーリー開始の十年前、バイオゾイドがナカトを攻撃してきたとき、セキの駆るライガーレッド・ヒオウのバイオゾイドを浄化する音波のための舞台を空けるため、マサクニと共にバイオゾイドの群れと戦い、その中でセキを庇い致命傷を負うが舞台を空けることに成功、その後息を引き取る。愛機はコマンドウルフで、息子のジンのゾイドと同じ「レッズウルフ」という二つ名を冠していた。

### トビウオ海賊団
番外編に登場する海の義賊で、ホエールクイーンを母艦に野生ゾイドを捕獲し売りさばいている。
リアン
海賊団の頭を務める少女。その立場上、部下の前では毅然とした態度を取るが、中身は少女らしいところも。希少なホロテックゾイドの捕獲を志しており、ゴジュラスホロテックの捕獲を捕えたエルとレーテに命じ捕獲自体は成功するが、その際に交わした約束を反故にしたため反抗を受け、取り逃がしてしまう。
レオナ
海賊団の戦闘員。ウオディックに搭乗し、ホエールクイーンに入り込んだエルとレーテを攻撃し捕えた。
ロック
海賊団の操舵手。

### その他
エル
フルネームはエルフィーナ・ハウロ・ゼフィリート。活発で好奇心旺盛な少女。外の世界を知るために旅に出るが、しばしば極度の方向音痴振りを発揮する。海賊相手にゾイド泥棒をするほどの度胸と、それでも大事に至らない強運を持つ。レーテのファンらしく、彼女を「師匠」と呼び慕っている。リアンから命じられたゴジュラスホロテックの捕獲をレーテをコックピットに送り込むという手法で成功させるが、海賊団を振り切った後は彼女からゴジュラスホロテックを奪い取り逃走した。

## 用語
バイオゾイド
古代より復活した謎の異形ゾイド。パイロットは搭乗しておらず、「地の底より這いいでしもの」と呼ばれるマザーバイオによって無限に増殖し、各地に出現しては人間や他のゾイドを襲っている。中には他のゾイドを捕食して進化する個体も存在する。伝承によれば根源であるマザーバイオを倒すことは不可能であり、増殖を止めるにはマザーバイオを封印するしか方法がない。
メタルZi
バイオゾイドに対抗できる唯一の金属であるという点は『ゾイドジェネシス』と同じ。貴金属やレアメタルほど希少なものではないが扱いが難しく、製造には膨大な手間がかかるため一般的に使用されていない。特に武具を作る際はメタルZi製の刀1本で同じ切れ味を持つ刀20本分のコストがかかるという。その手間のかかる精錬製造方法が転じて神事に繋がる側面を持ち、神に捧げる武器をメタルZiによって作られることがある。
メタルZi製の武器を使う際、使用者はその「声」を聞くと言われ、劇中ではミドリとジンが「声」を聞く描写がある。
「輝く獣」「煌く獣」
バイオゾイドを封印するとされる2体のゾイド。伝承では「輝く獣」は白く輝く装束を身にまとったと、「煌く獣」は大きな翼を持ち天空を自由に舞うとされているだけで詳しい描写はない。操縦できるのは後に勇者と呼ばれるようになった一族のみであり、バイオゾイドの封印が解けた際に備えて血筋は大切に保たれ、封印のゾイドの寿命が尽きて代替わりする度に勇者の末裔達が新たな封印のゾイドを駆って封印し直している。勇者の血筋は本編の16年前に起きた地震で幼い姉妹2人を残して断絶の危機に陥り、姉は勇者の末裔として育てられた一方、妹は血筋を守るため田舎暮らしをしていた元将軍に預けられ、何も知らせず冒険を一切させずに育てられた。この2人こそがセキとミドリである。
封印の刀
バイオゾイドを封印する力を持つとされる伝説の刀。伝承によれば、勇者が「輝く獣」「煌く獣」に乗り込む時、道はおのずからは開けるとある。その正体は、「煌めく獣」ことブライトホークが変形した姿。

## 単行本
ゾイドジェネレイションズ
2007年8月18日発売　ISBN 978-4840240048
雑誌掲載された本編に加え、ライガーブルー他作例・Zi Girlsイラストも掲載された。ライトノベルではあるが電撃文庫から文庫としての販売ではなく、ムック本となっているのが特徴。些か特殊な構成だったこともあり、発行部数もそれほどではなく、2015年現在は入手困難。
スタッフ
- 企画：電撃ホビーマガジン
- 企画協力：タカラトミー
- ストーリー：田村登正
- デザインワークス：マーシーラビット